# Тиха (приток Нельши)

Тиха — река в России, протекает в Нейском районе Костромской области. Устье реки находится в 27 км по левому берегу реки Нельша. Длина реки составляет 16 км.
Исток Тихи находится в 7 км к западу от посёлка Октябрьский. Река течёт на север, затем на запад и в нижнем течении на северо-запад по лесному массиву, населённых пунктов на реке нет, за исключением деревни Затиха близ устья. Крупнейший приток — Боровица (левый). Впадает в Нельшу ниже деревни Кокуево в 16 км к северо-западу от Октябрьского.

## Данные водного реестра
По данным государственного водного реестра России относится к Верхневолжскому бассейновому округу, водохозяйственный участок реки — Унжа от истока и до устья, речной подбассейн реки — Бассей притоков Волги ниже Рыбинского водохранилища до впадения Оки. Речной бассейн реки — (Верхняя) Волга до Куйбышевского водохранилища (без бассейна Оки).
По данным геоинформационной системы водохозяйственного районирования территории РФ, подготовленной Федеральным агентством водных ресурсов:
- Код водного объекта в государственном водном реестре — 08010300312110000016492
- Код по гидрологической изученности (ГИ) — 110001649
- Код бассейна — 08.01.03.003
- Номер тома по ГИ — 10
- Выпуск по ГИ — 0